# Гефион (фонтан)
Фонтан Гефион (дат. Gefionspringvandet) — фонтан возле гавани в Копенгагене. Скульптурная композиция фонтана изображает скандинавскую богиню плодородия Гефион с четырьмя быками. Фонтан расположен в парке Лангелиние недалеко от цитадели Кастеллет.

## Легенда
Фонтан создан по мотивам предания из Эдды, согласно которому король Швеции Гюльфе обещал Гефион, женщине из рода Асов, в дар столько земли, сколько можно вспахать на четырёх быках за одну ночь. Гефион превратила в быков четырёх своих сыновей, рожденных от великана, и они провели такую глубокую борозду, что отрезали от Швеции большой кусок земли, названный Гефион островом Зеландия. На месте, где раньше была Зеландия, по легенде, образовалось озеро Lögrinn. Согласно поверью, этим озером является крупнейшее шведское озеро Венерн, по форме действительно напоминающее Зеландию.

## История
Фонтан был преподнесён в дар городу Фондом Carlsberg в честь 50-летия со дня основания пивоварни. Изначально планировалось построить фонтан на главной площади Копенгагена перед зданием ратуши, но потом было решено возвести его на теперешнем месте. Скульптурная композиция была создана датским скульптором Андерсом Бундгордом (Anders Bundgaard) в 1897—99 гг, а резервуар и постамент были закончены в 1908 году. Впервые фонтан был запущен 14 июля 1908 года. В 1999 году начались реставрационные работы, и фонтан заработал снова только в сентябре 2004 года.